# Liste der Straßennamen von Frankfurt am Main/D

## Da
Däumling, Sossenheim
Die gerade einmal 10 Meter lange Sackgasse von der Kurmainzer Straße bis zum Bahndamm trägt ihren Namen Däumling nicht zu Unrecht.
Dahlmannstraße, Ostend
Friedrich Christoph Dahlmann (1785–1860) war ein hervorragender deutscher Historiker und Staatsmann; bekannt als einer der „Göttinger Sieben“ und Mitverfasser der Paulskirchen-Verfassung von 1848.
Daimlerstraße, Ostend
Gottlieb Daimler (eigentlich Däumler, 1834–1900), deutscher Ingenieur, Konstrukteur und Industrieller. Daimler entwickelte das erste funktionsfähige Kraftfahrzeug modernen Typs
Dalbergstraße, Höchst
Karl Theodor von Dalberg (1744–1817) war Erzbischof von Mainz, also der für Höchst zuständige Landesherr, und nach dem Reichsdeputationshauptschluss 1803 Herrscher des kurzlebigen Staats namens Großherzogtum Frankfurt.
Damaschkeanger, Praunheim
Adolf Wilhelm Ferdinand Damaschke (1865–1935), Berliner Pädagoge und ein Führer der Bodenreformbewegung.
Dammstraße, Sachsenhausen
Zwischen Heister- und Mühlbruchstraße stand früher ein Damm, der den Behrendschen Garten gegen Main-Überschwemmungen schützte.
Danneckerstraße, Sachsenhausen
Johann Heinrich von Dannecker (1758–1841), deutscher Bildhauer des Klassizismus.
Dantestraße, Westend
Dante Alighieri (1265?–1321), herausragender italienischer Dichter und Philosoph. Sein wohl berühmtestes Werk ist „Die Göttliche Komödie“.
Danziger Platz, Ostend
Danzig, polnischer Name Gdańsk, polnische Hafenstadt und ehemalige deutsche Hansestadt. Sie liegt westlich der Weichselmündung in der historischen Landschaft Pommerellen und ist Hauptstadt des Woiwodschaft Pommern.
Darmstädter Landstraße, Sachsenhausen
Die wichtigste Ausfallstraße in südliche Richtung führt nach Darmstadt und ist Teil der Bundesstraße 3.
David-Stempel-Straße, Sachsenhausen
David Stempel (1869–1927), Fabrikant, gründete 1895 die Schriftgießerei D. Stempel AG. Diese wurde 1985 durch den Mehrheitsgesellschafter Linotype GmbH liquidiert.

## De
De-Bary-Straße, Nordend
Die Familie de Bary stammt ursprünglich aus den „Spanischen Niederlanden“, heute Belgien, von wo sie wegen der Verfolgung ihres calvinistischen Glaubens in das liberale Frankfurt ausgewandert und zu Reichtum gekommen waren. Eine herausragende Persönlichkeit wurde Heinrich Anton de Bary (1831–1888), deutscher Naturwissenschaftler, Mediziner, Mykologe und Botaniker.
Dehnhardtstraße, Eschersheim
alteingesessene Eschersheimer Familie. Johann Dehnhardt übergab 1781 große Ländereien an die Pfarrdomäne Eschersheim.
Deidesheimer Straße, Schwanheim
Deidesheim, Stadt im Landkreis Bad Dürkheim an der Haardt. Bundesweit bekannt ist Deidesheim für seine Rieslingweine.
De-Neufville-Straße, Oberrad
die Familie de Neufville stammt ursprünglich aus Antwerpen in den „Spanischen Niederlanden“, heute Belgien. Von dort wanderten sie wegen der Verfolgung ihres calvinistischen Glaubens im 17. Jahrhundert in das liberale Frankfurt aus. Hier handelten sie zunächst erfolgreich mit Tuch, Juwelen und Metallen. Ab etwa 1650 betrieben sie das Frankfurter Bankhaus D. & J. de Neufville.
Denisweg, Griesheim
Paul Camille von Denis (1796–1872), Erbauer von rund 1000 km Eisenbahnlinien in Deutschland, darunter der 1835 eröffneten ersten deutschen Eisenbahnstrecke mit Dampfbetrieb, der Ludwigseisenbahn, und der Taunus-Eisenbahn, die parallel zu dieser Straße verläuft; verantwortlich für den Bau der ersten in Deutschland entstandenen Eisenbahnwagen für die Bayerische Ludwigsbahn, aufgewachsen in Mayence, dem damals zu Frankreich gehörenden Mainz
Denzerstraße, Nied
Karl Denzer (1822–1912), Lehrer in Nied von 1866 bis 1892, Organist und Chorleiter; bis zur Nieder Eingemeindung 1928 Dammstraße nach dem Schutzdamm am linken Niddaufer.
De-Ridder-Weg, Unterliederbach
August de Ridder (1837–1911), erster Kaufmännischer Direktor der Farbwerke Hoechst
De-Saint-Exupéry-Straße
Antoine de Saint-Exupéry (1900–1944), französischer Flieger und Schriftsteller, der bei einem Aufklärungsflug am 31. Juli 1944 über dem Mittelmeer südlich von Marseille abgeschossen wurde. Sein bekanntestes Werk ist „Der kleine Prinz“.
Dessauer Weg, Zeilsheim
Dessau, Stadt in Sachsen-Anhalt, bekannt geworden durch das Bauhaus von Walter Gropius und den Dessauer Marsch.
Detmolder Platz, Zeilsheim
Detmold, Stadt in Ostwestfalen-Lippe/Nordrhein-Westfalen.
Deuil-La-Barre-Straße, Nieder-Eschbach
Deuil-la-Barre, Kleinstadt 15 km nordwestlich von Paris im Département Val-d’Oise. Partnerstadt des Stadtteils Nieder-Eschbach.
Deutschherrnufer, Sachsenhausen
Eine Kommende des Deutschherrnordens, das Deutschordenshaus, bestand in Sachsenhausen ab dem Beginn des 13. Jahrhunderts. Der Deutsche Orden, wie er eigentlich hieß, tat sich hervor durch die Missionierung, was wohl eher einem reinrassigen Eroberungsfeldzug entsprach, von Preußen und dem Baltikum. Siehe hier Ordensburg Marienburg. 1803 wurde das Ordenshaus säkularisiert, die Frankfurter Güter gingen nach verschiedenen Umwegen 1881 an die dortige katholische Kirchengemeinde. 1943 wurde das ehemalige Ordenshaus zerstört, 1965 wieder aufgebaut.
Deutschordensstraße, Niederrad
Als das Dorf Niederrad noch eigenständig war, gehörte ein großer Teil des dortigen Waldes inklusive des Sandhofs (siehe Sandhöfer Allee) dem Deutschen Orden.

## Di
Diaminstraße, Fechenheim
Diamin, Bezeichnung für ein Farbsortiment der dort ansässigen Cassella-Farbwerke Mainkur
Diebsgrundweg, Bockenheim
Dieser Weg ist Teil der Hohen Straße bzw. Via Regia, einer prähistorischen Verbindung von Spanien nach Russland. Der Diebsgrundweg wurde 1967 durch den Bau der Deutschen Bundesbank unterbrochen, er führt von Bockenheim über den Dornbusch zum Marbachweg und verlässt Frankfurt bei Bergen-Enkheim. Als Teil der Frankfurter Landwehr lag diese Straße außerhalb des städtischen Gebietes; der Name deutet auf „dunkle Gestalten,“ die die Kontrolle der freien Reichsstadt scheuten.
Dieburger Straße, Fechenheim
Dieburg, Stadt im Landkreis Darmstadt-Dieburg
Dielmannstraße, Sachsenhausen
Jakob Fürchtegott Dielmann (1809–1885), in Sachsenhausen geborener Maler und Lithograf. Mitglied der Willingshäuser Malerkolonie und Mitbegründer der Kronberger Malerkolonie.
Diemelstraße, Bockenheim
Diemel, 105 km langer Fluss, entspringt im Sauerland und mündet bei Bad Karlshafen in die Weser.
Dieselstraße, Ostend
Rudolf (Christian Karl) Diesel (1858–1913) war ein deutscher Ingenieur und Erfinder. Nach ihm ist der von ihm 1893 geschaffene und seither mehrfach verbesserte Dieselmotor benannt.
Diesterwegplatz und Diesterwegstraße, Sachsenhausen
Dr. Friedrich Adolph Wilhelm Diesterweg (1790–1866), bekannter Pädagoge und Schulreformer, war einige Jahre Lehrer an der Frankfurter Musterschule. Sein Sohn Moritz (1834–1906) gründete den gleichnamigen, noch heute existierenden Schulbuchverlag.
Dietesheimer Straße, Fechenheim
Dietesheim, heute Stadtteil von Mühlheim am Main im Landkreis Offenbach. Naturfreunden bekannt durch das Naturschutzgebiet Dietesheimer Steinbrüche, in denen früher Basalt abgebaut wurde.
Dietrich-Bonhoeffer-Weg, Bornheim
Dietrich Bonhoeffer (1906–1945), deutscher evangelisch-lutherischer Theologe, profilierter Vertreter der Bekennenden Kirche und Widerstandskämpfer gegen den Nationalsozialismus. Er wurde wenige Tage vor Kriegsende im KZ Flossenbürg ermordet
Dietrichstraße, Praunheim
Mehrere Vertreter der im 17. Jahrhundert ausgestorbenen Ritter von Praunheim haben diesen Vornamen getragen.
Diezer Straße, Heddernheim
Diez, Stadt im Rhein-Lahn-Kreis / Rheinland-Pfalz
Dillenburger Straße, Heddernheim
Dillenburg, Stadt im Lahn-Dill-Kreis
Dillgasse, Heddernheim
die Dill, Fluss von 68 km Länge, Nebenfluss der Lahn. An ihr liegen Dillenburg und Herborn.
Ditmarstraße, Bockenheim
Von der Frankfurter Familie Ditmar stammt eine Wohltätigkeitsstiftung für Wohnungen armer Leute.

## Do
Dominikanergasse, Altstadt
Sechs Jahrhunderte, bis zur Säkularisation im Jahre 1803, war der Dominikaner-Orden in Frankfurt mit einem Kloster präsent. Dessen bedeutende Kunstschätze fielen an die Stadt, ebenfalls die Weinberge in Hochheim. Das im Zweiten Weltkrieg zerstörte Klostergebäude wurde wieder aufgebaut und dient als Sitz der Evangelischen Kirche in Frankfurt und Offenbach.
Domitianstraße, Heddernheim
Titus Flavius Domitianus (51–96), meist Kaiser Domitian genannt, regierte von 81–96, hatte gegen die Chatten in der Wetterau und im Vogelsberg zwei schwere Kriege zu führen. Begann um 90 mit dem Bau des Limes.
Donnersbergstraße, Niederrad
Der Donnersberg ist mit 686,5 Metern das höchste Bergmassiv der Pfalz. Liegt im Donnersbergkreis / Rheinland-Pfalz, mit den Hauptorten Kirchheimbolanden und Rockenhausen. Es wird vermutet, dass er dem Gott Donar gewidmet war.
Dorfelder Straße, Bornheim
nach Dorfelden genannt, aber das kann Nieder- wie auch Oberdorfelden sein, beide im Main-Kinzig-Kreis gelegen.
Dornholzhäuser Straße, Bonames
Dornholzhausen, Stadtteil von Bad Homburg vor der Höhe / Hochtaunuskreis.
Dörnigheimer Straße, Ostend
Dörnigheim, seit 1974 Stadtteil von Maintal (Main-Kinzig-Kreis), das direkt an Frankfurt grenzt.
Dörrwiesenstraße, Rödelheim
Vor ihrer Begradigung mäanderte die Nidda. Die zwischen zwei Fluss-Schlingen gelegenen Wiesen wurden entsprechend ihrer Nutzbarkeit benannt, wobei dörr für dürr stehen dürfte.
Dortelweiler Straße, Bornheim
Dortelweil an der Nidda gehörte von 1292 bis 1866 zum Frankfurter Landbezirk. Es wurde als einziges der ehemals acht Frankfurter Dörfer nicht wieder eingemeindet und ist seit 1972 Stadtteil von Bad Vilbel (Wetteraukreis)
Dottenfeldstraße, Sossenheim
Flurbezeichnung, Herkunft unbekannt.
Drachengasse, Altstadt
Das heute an die Römerberg-Ostzeile grenzende Gässchen im Herzen der Altstadt mündete bis 1944 in das Fünffingerplätzchen. Es ist unbekannt, ob hier früher wirklich Drachen gezüchtet oder lediglich verkauft wurden.
Draisbornstraße, Seckbach
Der Draisborn (Born = Brunnen, „Brünnchen“) ist eine Quelle des Lohrberges.
Dreieichstraße, Sachsenhausen
Dreieich hieß früher der bis zum Odenwald reichende Reichsforst, von dem der Frankfurter Stadtwald ein Teil war. Eine im ehemaligen Reichsforst liegende, in den 1970er Jahren gegründete Stadt trägt heute ebenfalls diesen Namen.
Dreikönigstraße, Sachsenhausen
nach der Dreikönigskirche benannt
Droysenstraße, Ostend
Johann Gustav Droysen (1808–1884) war ein bedeutender deutscher Historiker und Schleswig-Holsteinischer Abgeordneter der Nationalversammlung von 1848.

## Du
Dubliner Straße, Gallus (Europaviertel)
Dublin, Hauptstadt der Republik Irland
Dufourstraße, Sossenheim
Guillaume-Henri Dufour (1787–1875), Schweizer Humanist, General, Politiker, Kartograf und Ingenieur. 1863 bis 1864 erster Präsident des Internationalen Komitees vom Roten Kreuz.
Duisbergstraße, Westend
Friedrich Carl Duisberg (1861–1935), Chemiker und Industrieller. 1912 Generaldirektor der Farbenfabriken vorm. Friedr. Bayer & Co., später Bayer AG. Spielte eine bedeutende Rolle bei der Gründung der I.G. Farben. - Benachbart sind weitere Straßen nach bedeutenden Chemikern benannt, insbesondere Führungskräften der I.G. Farben bzw. ihrer Vorgängergesellschaften; diese Wohnstraßen entstanden alle 1928 parallel zum Bau des I. G.-Farben-Hauses. Vorher befand sich auf diesem Gelände die Hundswiese. Die Grünfläche diente u. a. als Fußballfeld für die Vorgängervereine der Eintracht.
Dunantring, Sossenheim
Jean Henri Dunant (1828–1910), Schweizer Geschäftsmann und Humanist. Wurde Zeitzeuge der Schlacht von Solferino 1859, die ihn ob ihrer Grausamkeit tief bewegte. War Mitgründer des Internationalen Komitees vom Roten Kreuz. Die 1864 beschlossene Genfer Konvention geht wesentlich auf seine Vorschläge zurück. 1901 Friedensnobelpreis.
Dunckerstraße, Riederwald
Franz Duncker (1822–1888), Publizist und Mitbegründer der Deutschen Fortschrittspartei (1861) und der Hirsch-Duncker’schen Gewerkschaften. Sein Bruder Maximilian Wolfgang Duncker (1811–1886), Historiker. Er nahm 1848 an der Deutschen Revolution teil, war Mitglied der Frankfurter Nationalversammlung und arbeitete später an der Verfassung des Norddeutschen Bundes mit.
Dürerstraße, Sachsenhausen
Albrecht Dürer (1471–1528), Nürnberger Maler des 15. Jahrhunderts. In unmittelbarer Nähe liegt das Städel, das wichtigste Frankfurter Kunstmuseum, in dem auch Werke Dürers gezeigt werden.
Dürkheimer Straße, Nied
Bad Dürkheim, Kur- und Kreisstadt am Rande des Pfälzer Waldes / Rheinland-Pfalz.
Düsseldorfer Straße, Bahnhofsviertel
Düsseldorf, Hauptstadt von Nordrhein-Westfalen